# Provincia di Santiago del Estero
Santiago del Estero è una provincia dell'Argentina centro-settentrionale.

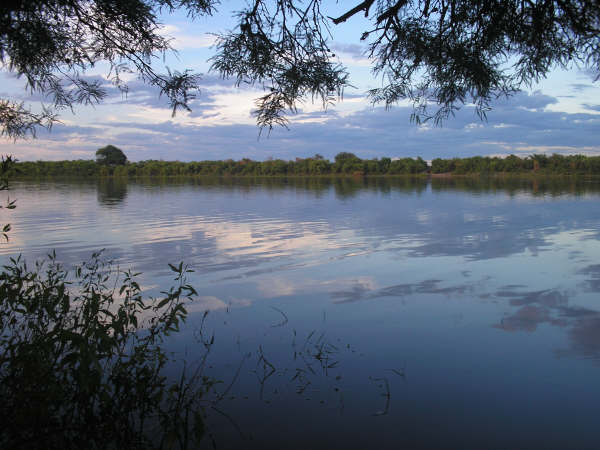
Lago Los Pozos

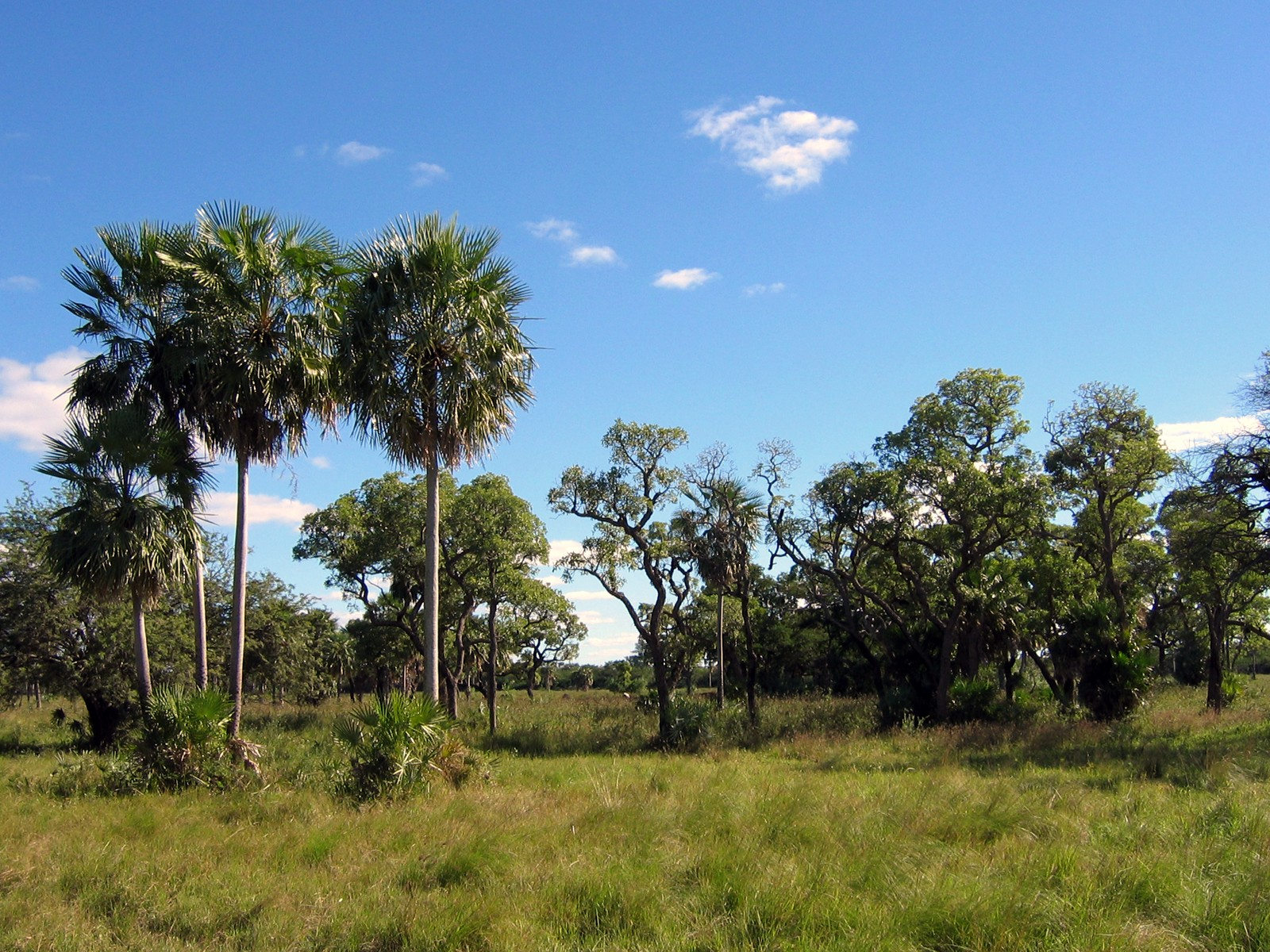
Paesaggio in primo piano palme di caranday.

## Geografia fisica
Confina a nord-ovest con la provincia di Salta, a nord-est con quella di Chaco, ad est con Santa Fe, a sud con Córdoba, ad ovest con Catamarca e Tucumán.
Questa provincia argentina si caratterizza naturalmente per il suo rilievo molto piano (tipico della pianura del Gran Chaco) coperta di boschi e selve di quebracho e palma caranday, clima subtropicale e molto continentale con estati molto calde. Nel confine ovest esistono alcune basse cordigliere come quella di Guasayán e di Sumampa. Dal 1990 la maggior parte di questa foresta naturale è stata eliminata per seminare soia transgenica da esportare.
La capitale Santiago del Estero, sul fiume Dulce, forma con la vicina La Banda una conurbazione di circa 400 000 abitanti.
La provincia è attraversata dal fiume Salado del Norte, un affluente del Paraná.
In questa provincia argentina risaltano, come attrattive turistiche e centri di balneoterapia, le Termas de Río Hondo (terme di fiume profondo).

## Amministrazione

### Dipartimenti
La provincia è suddivisa in 27 dipartimenti (tra parentesi i capoluoghi):
1. Dipartimento di Aguirre (Pinto)
2. Dipartimento di Alberdi (Campo Gallo)
3. Dipartimento di Atamisqui (Villa Atamisqui)
4. Dipartimento di Avellaneda (Herrera)
5. Dipartimento di Banda (La Banda)
6. Dipartimento di Belgrano (Bandera)
7. Dipartimento di Capital (Santiago del Estero)
8. Dipartimento di Choya (Frías)
9. Dipartimento di Copo (Monte Quemado)
10. Dipartimento di Figueroa (La Cañada)
11. Dipartimento di General Taboada (Añatuya)
12. Dipartimento di Guasayán (San Pedro de Guasayán)
13. Dipartimento di Jiménez (Pozo Hondo)
14. Dipartimento di Juan Felipe Ibarra (Suncho Corral)
15. Dipartimento di Loreto (Loreto)
16. Dipartimento di Mitre (Villa Unión)
17. Dipartimento di Moreno (Quimilí)
18. Dipartimento di Ojo de Agua (Villa Ojo de Agua)
19. Dipartimento di Pellegrini (Nueva Esperanza)
20. Dipartimento di Quebrachos (Sumampa)
21. Dipartimento di Río Hondo (Termas de Río Hondo)
22. Dipartimento di Rivadavia (Selva)
23. Dipartimento di Robles (Fernández)
24. Dipartimento di Salavina (Los Telares)
25. Dipartimento di San Martín (Brea Pozo)
26. Dipartimento di Sarmiento (Garza)
27. Dipartimento di Silípica (Árraga)

### Comuni
La provincia di Santiago Del Estero affida l'amministrazione degli interessi della popolazione a enti locali che, a seconda del numero degli abitanti, si suddividono in comuni (municipios in spagnolo) di prima, seconda e terza categoria, e in "commissioni municipali" (comisiones municipales).